# Comté de Troms et Finnmark
 (février 2024).
Le Troms og Finnmark (Same du Nord : Romsa ja Finnmárku ; Kvène : Tromssa ja Finmarkku) est un comté du nord de la Norvège ayant existé du 1er janvier 2020 au 31 décembre 2023. Le comté est le résultat d'une réforme des régions en Norvège. Il est né de la fusion des anciens comtés de Finnmark et de Troms, ainsi que de la municipalité de Tjeldsund, qui faisait partie auparavant du comté de Nordland. Le centre administratif du nouveau comté est basé dans la ville de Tromsø (le siège de l'ancien comté de Troms), mais le gouverneur du comté est basé dans la ville de Vadsø (le siège de l'ancien comté de Finnmark).
Le 1er janvier 2019, Elisabeth Aspaker a été nommée au poste de gouverneur du comté de Troms og Finnmark. Auparavant, elle avait été gouverneur du comté de Troms.
La fusion n'a pas été populaire, surtout dans l'ancien comté de Finnmark. Un référendum non contraignant a été organisé dans tout le comté et environ 87 % des habitants du Finnmark se sont prononcés contre la fusion, mais le Storting n'est pas revenu sur sa décision de fusionner le comté. Certains partis politiques ont depuis fait campagne pour annuler la fusion au cours de la prochaine législature ; l'annulation de la fusion est alors effective au 1er janvier 2024.

## Communes
Le comté de Troms et Finnmark est subdivisé en 39 communes (kommuner) au niveau local :
| N° | Code commune | Nom          | Population (en 2020) | Ancien code commune                            | Ancien comté |
| -- | ------------ | ------------ | -------------------- | ---------------------------------------------- | ------------ |
| 1  | 5401         | Tromsø       | 76974                | 1902 Tromsø                                    | Troms        |
| 2  | 5402         | Harstad      | 24703                | 1903 Harstad                                   | Troms        |
| 3  | 5403         | Alta         | 20789                | 2012 Alta                                      | Finnmark     |
| 4  | 5404         | Vardø        | 2029                 | 2002 Vardø                                     | Finnmark     |
| 5  | 5405         | Vadsø        | 5788                 | 2003 Vadsø                                     | Finnmark     |
| 6  | 5406         | Hammerfest   | 11448                | 2004 Hammerfest 2017 Kvalsund                  | Finnmark     |
| 7  | 5411         | Kvæfjord     | 2839                 | 1911 Kvæfjord                                  | Troms        |
| 8  | 5412         | Tjeldsund    | 4216                 | 1852 Tjeldsund                                 | Nordland     |
| 8  | 5412         | Tjeldsund    | 4216                 | 1913 Skånland                                  | Troms        |
| 9  | 5413         | Ibestad      | 1361                 | 1917 Ibestad                                   | Troms        |
| 10 | 5414         | Gratangen    | 1091                 | 1919 Gratangen                                 | Troms        |
| 11 | 5415         | Lavangen     | 1034                 | 1920 Lavangen                                  | Troms        |
| 12 | 5416         | Bardu        | 4005                 | 1922 Bardu                                     | Troms        |
| 13 | 5417         | Salangen     | 2146                 | 1923 Salangen                                  | Troms        |
| 14 | 5418         | Målselv      | 6640                 | 1924 Målselv                                   | Troms        |
| 15 | 5419         | Sørreisa     | 3464                 | 1925 Sørreisa                                  | Troms        |
| 16 | 5420         | Dyrøy        | 1083                 | 1926 Dyrøy                                     | Troms        |
| 17 | 5421         | Senja        | 14851                | 1927 Tranøy 1928 Torsken 1929 Berg 1931 Lenvik | Troms        |
| 18 | 5422         | Balsfjord    | 5559                 | 1933 Balsfjord                                 | Troms        |
| 19 | 5423         | Karlsøy      | 2200                 | 1936 Karlsøy                                   | Troms        |
| 20 | 5424         | Lyngen       | 2794                 | 1938 Lyngen                                    | Troms        |
| 21 | 5425         | Storfjord    | 1829                 | 1939 Storfjord                                 | Troms        |
| 22 | 5426         | Kåfjord      | 2071                 | 1940 Kåfjord                                   | Troms        |
| 23 | 5427         | Skjervøy     | 2927                 | 1941 Skjervøy                                  | Troms        |
| 24 | 5428         | Nordreisa    | 4861                 | 1942 Nordreisa                                 | Troms        |
| 25 | 5429         | Kvænangen    | 1191                 | 1943 Kvænangen                                 | Troms        |
| 26 | 5430         | Kautokeino   | 2910                 | 2011 Kautokeino                                | Finnmark     |
| 27 | 5432         | Loppa        | 888                  | 2014 Loppa                                     | Finnmark     |
| 28 | 5433         | Hasvik       | 1005                 | 2015 Hasvik                                    | Finnmark     |
| 29 | 5434         | Måsøy        | 1225                 | 2018 Måsøy                                     | Finnmark     |
| 30 | 5435         | Nordkapp     | 3162                 | 2019 Nordkapp                                  | Finnmark     |
| 31 | 5436         | Porsanger    | 3998                 | 2020 Porsanger                                 | Finnmark     |
| 32 | 5437         | Karasjok     | 2628                 | 2021 Karasjok                                  | Finnmark     |
| 33 | 5438         | Lebesby      | 1290                 | 2022 Lebesby                                   | Finnmark     |
| 34 | 5439         | Gamvik       | 1132                 | 2023 Gamvik                                    | Finnmark     |
| 35 | 5440         | Berlevåg     | 957                  | 2024 Berlevåg                                  | Finnmark     |
| 36 | 5441         | Tana         | 2918                 | 2025 Tana                                      | Finnmark     |
| 37 | 5442         | Nesseby      | 926                  | 2027 Nesseby                                   | Finnmark     |
| 38 | 5443         | Båtsfjord    | 2221                 | 2028 Båtsfjord                                 | Finnmark     |
| 39 | 5444         | Sør-Varanger | 10158                | 2030 Sør-Varanger                              | Finnmark     |